# Netelia nigricornis
Netelia nigricornis là một loài tò vò trong họ Ichneumonidae.